# ترو یاگوچی
ترو یاگوچی (انگلیسی: Teruo Yaguchi؛ زادهٔ ۱۵ دسامبر ۱۹۳۵) بازیکن هاکی روی چمن اهل ژاپن بود.
او در بازی های المپیک تابستانی 1960 شرکت کرده است.